# Крутішинська сільська рада
Круті́шинська сільська рада (рос. Крутишинский сельский совет) — сільське поселення у складі Шелаболіхинського району Алтайського краю Росії.
Адміністративний центр — село Крутішка.

## Населення
Населення — 1555 осіб (2019; 1733 в 2010, 2149 у 2002).

## Склад
До складу сільської ради входять:
| Населений пункт   | Населення, осіб (2002) | Населення, осіб (2010) |
| ----------------- | ---------------------- | ---------------------- |
| Биково, село      | 116                    | 68                     |
| Крутішка, село    | 1329                   | 1087                   |
| Підгорний, селище | 370                    | 321                    |
| Чайкино, село     | 334                    | 257                    |